# 도나 (작센주)

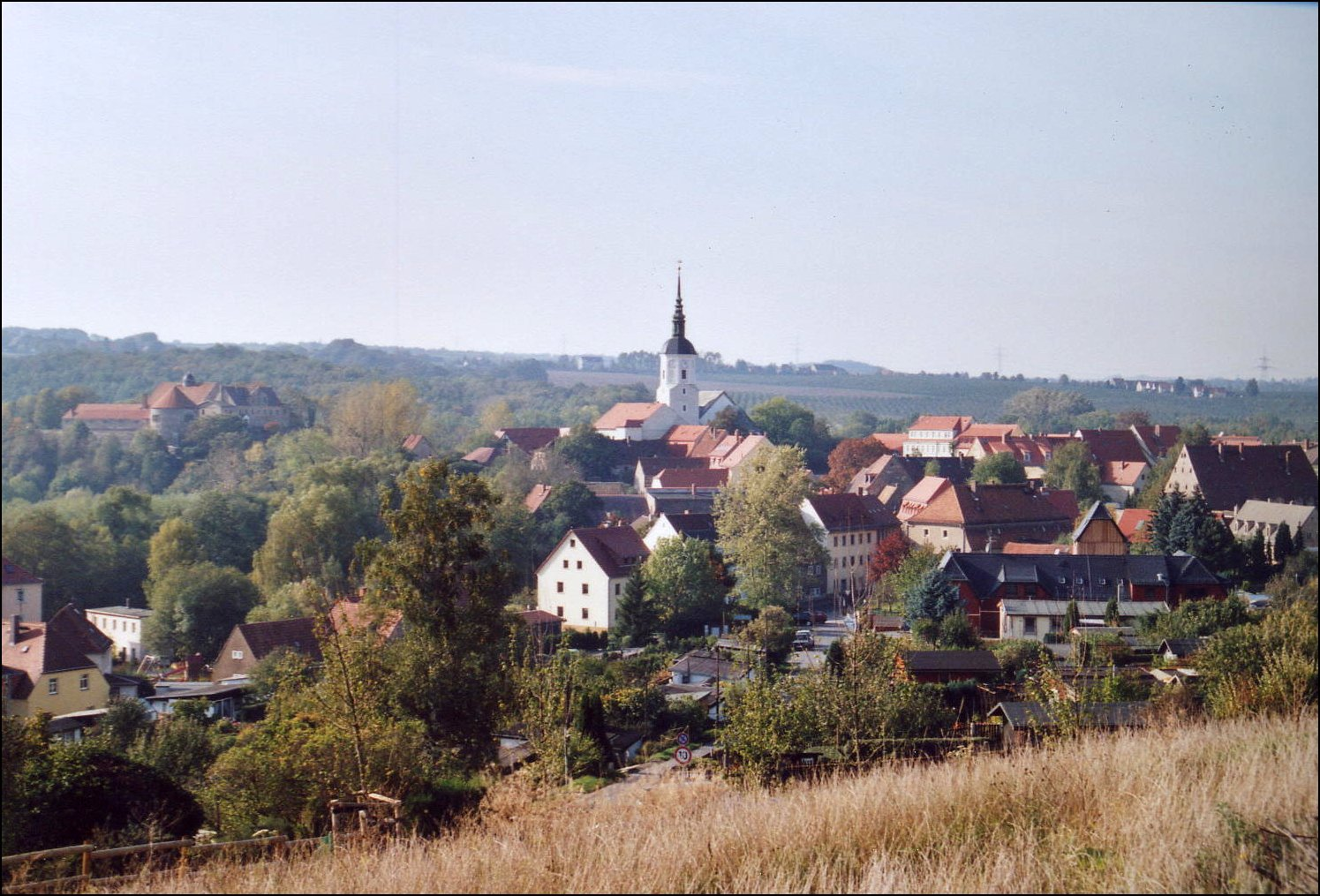

도나(독일어: Dohna)는 독일 작센주의 도시이다.